# Bulbophyllum violaceolabellum
Bulbophyllum violaceolabellum är en orkidéart som beskrevs av Gunnar Seidenfaden. Bulbophyllum violaceolabellum ingår i släktet Bulbophyllum och familjen orkidéer. Inga underarter finns listade i Catalogue of Life.